# Matteo Brancaleoni
Matteo Brancaleoni (Milano, 31 maggio 1981) è un cantante, attore e giornalista italiano.

## Biografia
Debutta discograficamente nel 2006 con l'album Just Smile (Philology) affiancato da noti jazzisti italiani come: Renato Sellani, Franco Cerri, Gianni Basso, Fabrizio Bosso, Stefano Bagnoli, Massimo Moriconi. La rivista francofona Jazz Hot lo ha collocato fra i "nuovi talenti". 
Su suggerimento di Gegè Telesforo nel 2007 spedisce il suo disco a Fiorello che contribuisce a lanciarlo sul territorio nazionale trasmettendolo su Viva Radio2. In cartellone fra gli artisti internazionali al Blue Note di Milano il 5 ottobre 2007, registra un sorprendente tutto esaurito. Apprezzato anche a livello internazionale, ha duettato con Michael Bublé durante un concerto del crooner canadese. Fra i dieci migliori cantanti jazz italiani nel referendum Jazzit Award dei lettori della rivista Jazzit. È stato premiato nel 2008 come Miglior Nuovo Talento ad Elba Jazz. Il suo debutto discografico Just Smile e il suo secondo album Live In Studio sono stati accolti con grande favore dal pubblico e dalla critica nazionale e internazionale. Il suo disco "Live in studio" nel 2010 era rimasto per due settimane il disco jazz più venduto su iTunes ed è tuttora nella Top 200 degli album jazz più venduti sul digital store italiano. Si è posizionato 918 volte nella iTunes Music Chart italiana.. Giornalista musicale, è stato membro della International Jazz Journalist Association (IJJA), della International Federation of Journalists (IFJ), è stato una delle firme di Jazz Magazine e Millionaire.

## Discografia

### Album in studio
- 2006 – Just Smile (Philology)
- 2009 – Live in Studio (MBrec)
- 2012 – New Life (Irma Records)
- 2014 – Christmas with You (Irma Records)
- 2015 – Made In Italy (Irma Records)

### Album dal vivo
- 2012 – Live! with Gianpaolo Petrini Big Band (D'Herin Records)

### Album indipendenti
- 2008 – Merry Merry Christmas (D'Herin Records)

### Compilation
- 2006 – Un Sanremese a Londra (CSK Multimedia)
- 2007 – Il Meglio di Zazzarazzaz (live, con vari artisti) (CSK Multimedia)
- 2007 – Jazz Magazine (n.49) (Emme K Editore, New Sounds2000)
- 2012 – Christmas Lounge (Irma Records)
- 2012 – Milano Marittima Eatalian Cafè (The Saifam Group)
- 2013 – Voices From The New Cool (Nu Jazz Singers and Female Jazz Singers) (Irma Records)
- 2013 – Aperitif In Green (Natural Sounds For Your Loungy Afternoons (Irma Records)
- 2013 – Milano Marittima Eatalian Cafè (The Saifam Group)
- 2013 – Romantic Sunset Cocktail  (30 Lounge and Chillout Tunes) (Pyramide)
- 2013 – Weihnachten im loung-stil (Pyramide)
- 2013 – The American Lounge Songbook (Pyramide)
- 2013 – Christmas in Lounge (Pyramide)
- 2013 – Natal Lounge (Pyramide)
- 2013 – Navidades con Sabor a Lounge (Pyramide)
- 2013 – Natale in Lounge (Pyramide)
- 2013 – Noel Lounge (Pyramide)
- 2013 – Smooth Jazz Lounge (Irma Records)
- 2013 – 55 Cocktail Classics (Pyramide)
- 2013 – 55 Chillout Classics (Pyramide)
- 2013 – 55 New Jazz Classics (Pyramide)
- 2013 – 55 Lounge Soundtracks (Pyramide)
- 2013 – The Wine Lounge Selection, Vol.2 (Pyramide)
- 2013 – The Very Best of Chillout (Suonaphone)
- 2013 – Kurisumasuraunji (Pyramide) - Giappone
- 2013 – Rozdestvo-V-Gostinoj (Pyramide) - Russia
- 2013 – Pure Lounge 200's (Pyramide)
- 2014 – San Valentino Collection (Irma Records)
- 2014 – Italian Lounge Vol.2 (Irma Records)
- 2014 – Valentine's Day Collection (Irma Records)
- 2014 – Saint Valentin Collection (Irma Records) - Francia
- 2014 – Valentinstag Kollection (Irma Records) - Russia
- 2014 – Nu Jazz Classic Vol.1 (Irma Records)
- 2014 – Jazz For Lovers (Irma Records)
- 2014 – The Lounge Room (Irma Records)
- 2014 – Pop Lounge Vol.2 (The Best Lounge Covers Of Popular Songs) (Suonaphone)
- 2014 – Lounge Jazz In New York (Suonaphone)
- 2014 – Lounge Jazz in Moscow (Suonaphone)
- 2014 – Lounge Jazz in Berlin (Suonaphone)
- 2014 – Beautiful Cover Versions (Lola's World Records)

### Partecipazioni
- 2007 – Time After Time, Still in My Heart (album)  (Michela Lombardi, Renato Sellani) (Philology)
- 2007 – For All We Know, Moonlight Becomes You (album)  (Michela Lombardi, Renato Sellani) (Philology)
- 2009 – Pure Imagination, Enter Eyes (album) (Andrea Celeste, Andrea Pozza) (Zerodieci/Incipit Records)
- 2012 – Sabato Sera, Cocktail Martino: Tribute to Bruno Martino (album) (Papik) (Irma Records)
- 2015 – Sweet Summer Feeling, Synesthesia,  (Ely Bruna) (Irma Records)
- 2015 – Cocktail Mina, (Papik) (Irma Records)

## Videografia

### Album video
- 2010 – The Gianpaolo Petrini Big Band - Live from Collegno (Electromantic music)
- 2012 – Live! with Gianpaolo Petrini Big Band (D'Herin Records)